# Heřmanice (okres Liberec)
Heřmanice (německy Hermsdorf) je obec v okrese Liberec, v Libereckém kraji. Leží při česko-polské státní hranici asi 6 km jihozápadně od Frýdlantu. Bezprostředně sousedí s polskou obcí Bogatynia. Územím obce protéká říčka Oleška a Heřmanický potok. Žije zde zhruba 280 obyvatel.
Obec má silniční spojení se sousedním Dětřichovem, zajíždějí do ní autobusy ČSAD Liberec z Frýdlantu. Z Hrádku nad Nisou do Višňové vede přes Heřmanice „Pašerácká cyklostezka“ (č. 3039).
Pravidelně se v obci koná soutěž o nejlepší bramborový salát, jejíž vítěz obdrží pytel brambor a upomínkový předmět ze zdejšího sklářského ateliéru Spider Glass.

## Historie

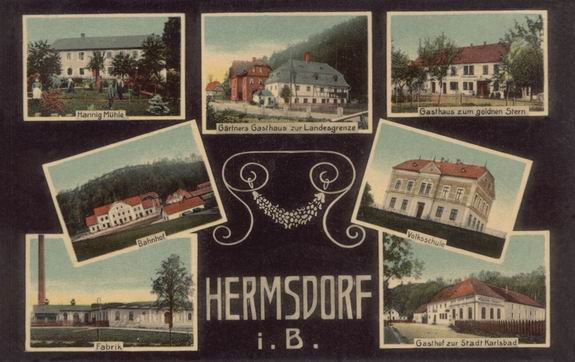
Heřmanice na pohlednici kolem roku 1910

Heřmanice byly dle urbáře frýdlantského panství z roku 1381 založeny a vlastněny přímo rodem Biberštejnů. Na konci 16. století byl na místě dnešního Kristiánova nevelký lenní statek rodu Schwanitzů, kteří Heřmanice drželi někdy od roku 1544 do roku 1668, kdy po smrti Kryštofa Fridricha připadlo léno rodu Gallasů. Po dlouhou dobu byly Heřmanice ve stínu sousedního Dětřichova, ve kterém byla místní fara i škola. Snad pod vlivem Dětřichova se heřmaničtí zúčastnili nepokojů vedených Andreasem Stelzigem. Roku 1869 žilo ve vsi 1313 obyvatel, v roce 1900 jich bylo 1308 a o třicet let později 1125. Po vysídlení Němců poklesl počet obyvatel na 454 roku 1950. Současná obec je tvořena třemi původně samostatnými vesnicemi: Heřmanicemi, Kristiánovem a Vysokým. Ty byly do jediného celku spojeny roku 1952. V roce 1960 připadla obec pod Dětřichov a v roce 1986 pod Frýdlant. Když se roku 1990 od Frýdlantu odtrhly, měly Heřmanice jen 180 obyvatel.
Ve roce 1900 byla obec napojena na úzkorozchodné dráhy do Frýdlantu a do Žitavy, ke slavnostnímu otevření došlo 25. srpna. Provoz na trati do Žitavy byl přerušen v roce 1945, kdy došlo k po zabrání saského území na východ od Lužické Nisy Polskem. Podobný osud postihl i úsek do Frýdlantu, kde byl provoz v roce 1976 definitivně zastaven a roku 1984 byla trať oficiálně zrušena. Chátrající staniční budova prozatím zůstává v majetku Českých drah.
Dne 22. září 1938 vnikla ozbrojená jednotka henleinovského freikorpsu na území obce a bez odporu její část obsadila. Zdejší jednotka Stráže obrany státu tomu nemohla zabránit. Protože o tomto přepadu kolovaly ve Frýdlantě zkreslené zprávy, rozhodl se učitel frýdlantské školy Otakar Kodeš zjistit skutečnou situaci. Přestože byli heřmanickou vojenskou hlídkou před další cestou varováni, pokračoval Kodeš a další frýdlantský občan jménem Perner do nitra obce. Ušli asi 100 metrů, když se ozval křik útočníků bezprostředně následovaný střelbou. Zatímco Kodeš svým zraněním podlehl, Perner byl zajat a drážďanským soudem odsouzen za velezradu. Zemřel v koncentračním táboře. Po válce se podařilo odhalit Kodešova vraha Maxe Frinkera a Mimořádný lidový soud jej v lednu 1947 odsoudil k smrti.

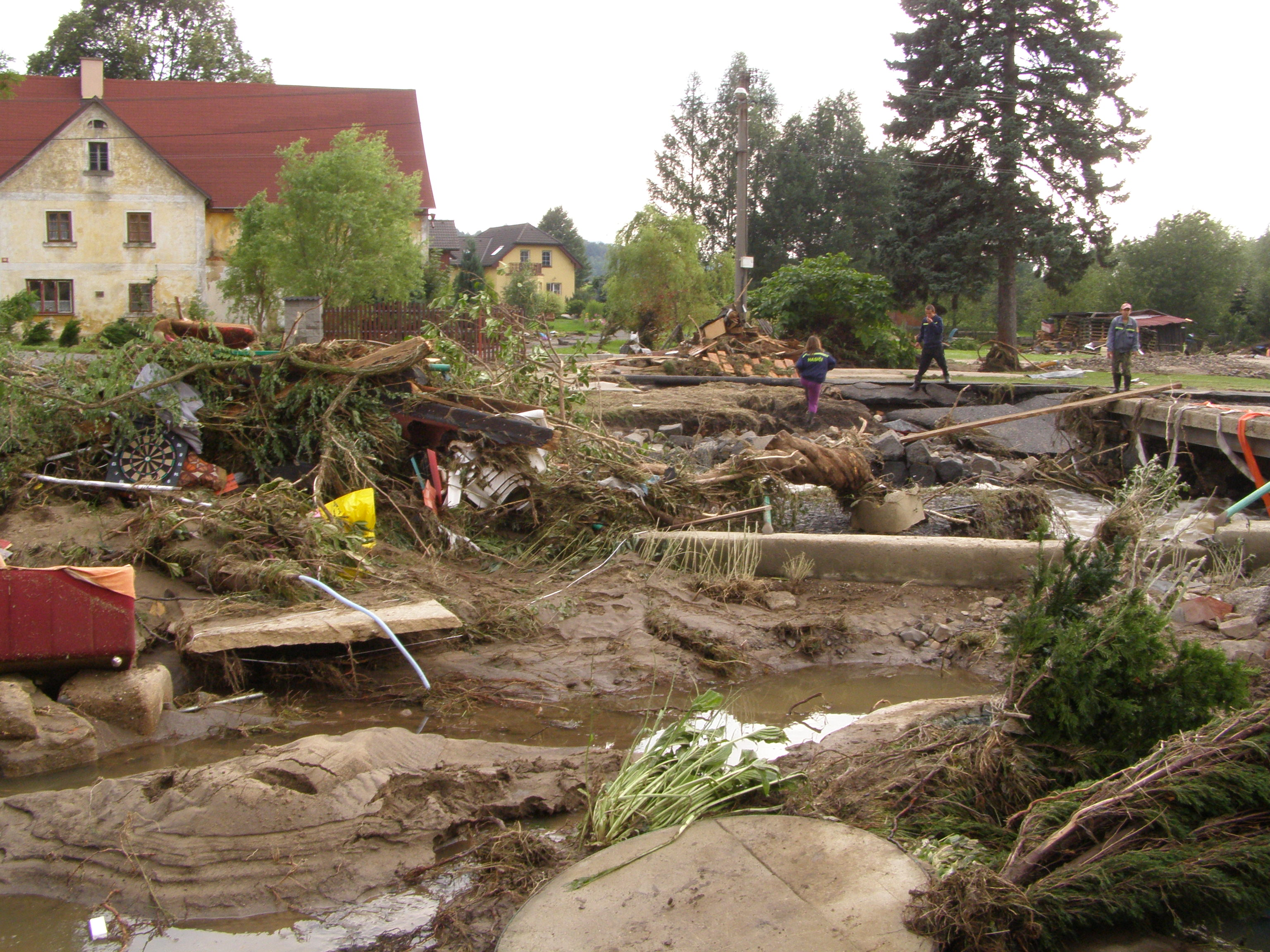
Heřmanice 8. srpna 2010, poničené rozvodněným potokem Oleška

Dne 7. srpna 2010 stihla obec povodeň, která zničila místní komunikaci a množství domů.

## Části obce
Obec se člení na tři základní sídelní jednotky ležící na dvou katastrálních územích:
- k. ú. Heřmanice u Frýdlantu – ZSJ Heřmanice
- k. ú. Kristiánov – ZSJ Kristiánov a Vysoký

## Zajímavosti a pamětihodnosti
- Kodešova skála je čedičový skalní masiv se stěnou, na níž je patrné vzácné vějířovité uspořádání sloupců. Skála je od 1. 2. 1997 přírodní památkou, území památky má rozlohu 0,11 ha. Skála byla pojmenována podle frýdlantského učitele Otakara Kodeše, který u ní byl 22. 9. 1938 zastřelen příslušníkem sudetoněmeckého oddílu.
- Heřmanická rozhledna je bezplatně přístupná výšková stavba umožňující rozhled po okolní krajině. Otevřena byla roku 2012. Rozhledna je ze dřeva a dosahuje výšky 23,7 metru. Z vyhlídkové plošiny lze zhlédnout Jizerské či Lužické hory, dále Žitavskou nížinu, ale také Heřmanice, Dětřichov nebo polskou uhelnou elektrárnu Turów.